# Camille Cavallier
Pour les articles homonymes, voir Cavallier.
Ne doit pas être confondu avec Cavalier.
Camille Cavallier, né le 19 mai 1854 à Pont-à-Mousson et mort le 10 juin 1926 à Maxéville, était un magnat industriel de la sidérurgie lorraine du début du XXe siècle, qui a dirigé et fortement développé le groupe Pont-à-Mousson (aujourd'hui Saint-Gobain), notamment à l'international.

## Biographie

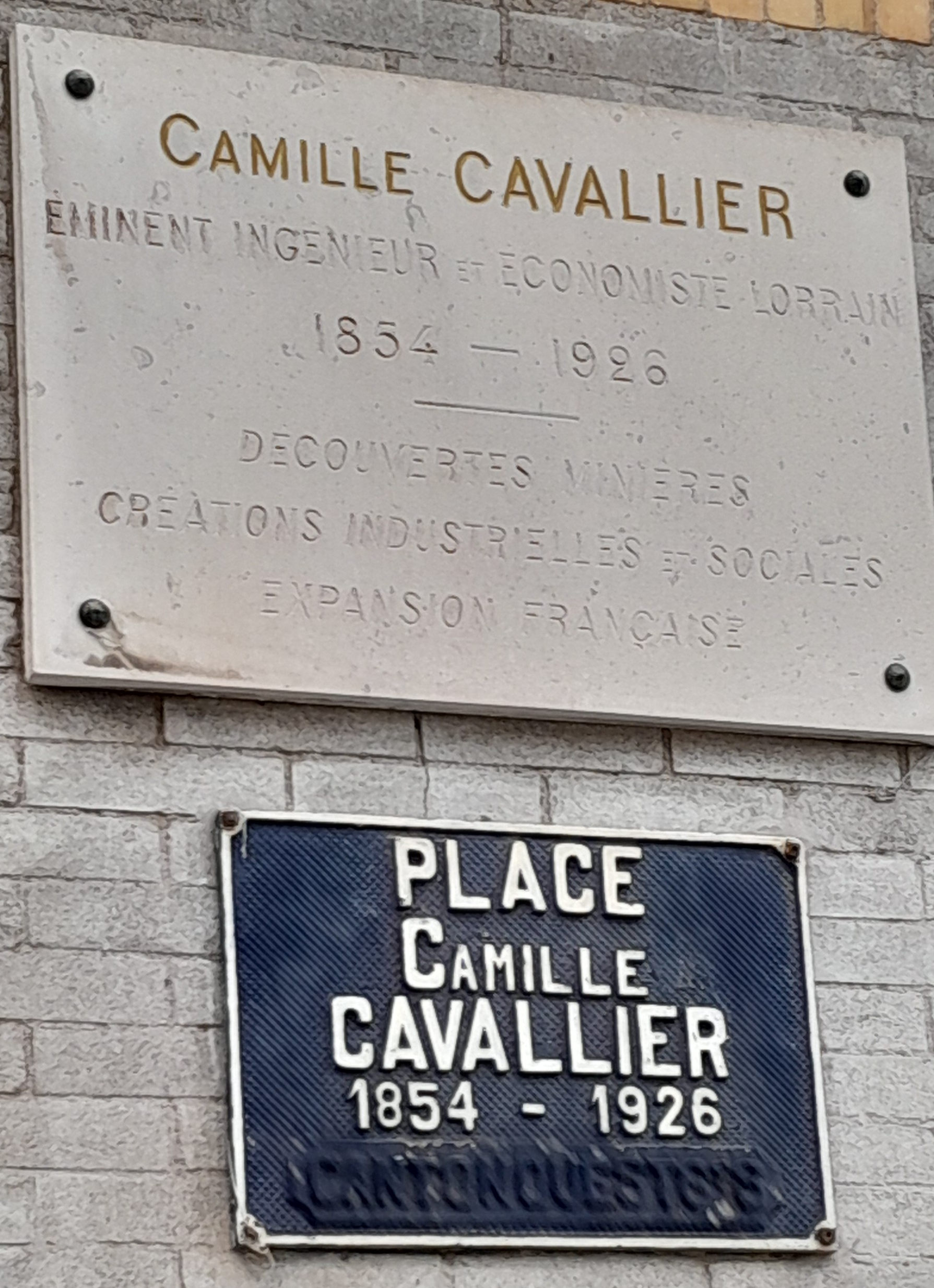
Plaque en l'honneur de Camille Cavallier

Ingénieur de l'École des Arts et Métiers de Châlons-sur-Marne, Camille Cavalier intègre la société de Pont-à-Mousson en 1875. Il a été successivement ingénieur, fondé de pouvoir, directeur d'usine, sous-directeur de la société, co-administrateur de Pont-à-Mousson (dit PAM), dont il prend la présidence en 1900 pour succéder à Xavier Rogé (président de la Chambre de Commerce de Nancy de 1884 à 1895) et entreprise à laquelle il donne une stature mondiale entre 1900 et 1926.
Jusqu'en 1889, il ne possède aucune action de Pont-à-Mousson, puis en 1900, avec des alliés, prend 8 % du capital. En 1924, les familles Cavallier et Paul-Cavallier contrôlaient 39,4 % du capital de la société. Est alors constitué une holding, la Société financière lorraine (Filor), pour permettre aux actionnaires de garder le contrôle du capital sans empêcher des apports nécessaires d'argent frais. Filor détient au départ 50 % des titres de PAM. Les augmentations de capital réalisées ensuite font tomber cette participation à 38,6 % en 1930.
Son fils Charles Cavallier (1879-1930), recruté en 1903 comme ingénieur attaché à la direction et nommé sous-directeur à ses côtés en 1907, se brouille avec son père dès la fin de 1910 et part vivre plusieurs années aux États-Unis. C’est finalement son gendre, Marcel Paul (1879-1946, qui change son patronyme en "Paul-Cavallier"), qui devient son dauphin et successeur, et qui fut président de la Chambre de Commerce de Nancy de 1936 à 1944.

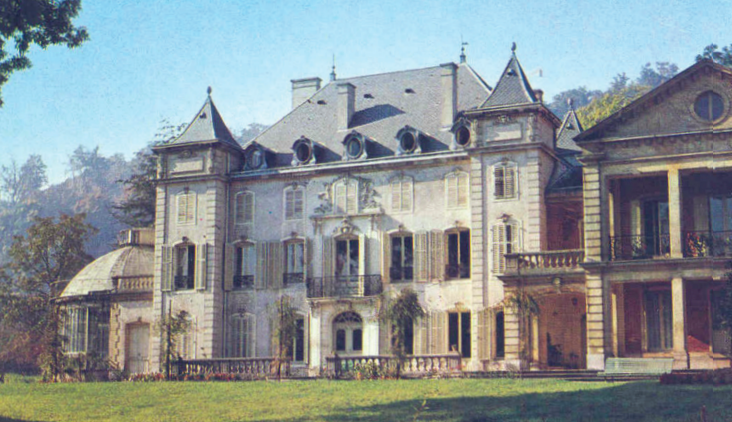
Château de Gentilly à Maxéville

Camille Cavallier fut président honoraire de la Chambre de Commerce de Nancy,, officier de la Légion d'honneur et propriétaire du château de Gentilly à Maxéville. En 1926, à sa mort, son épouse continue d'y habiter jusqu'à son décès en 1933. Son petit-fils, Michel Paul-Cavallier (Croix de guerre et chevalier de la Légion d'Honneur), directeur des Hauts Fourneaux à son tour, prend la relève et habite le château avec son épouse. 
Michel Paul-Cavallier, ami proche d'Enzo Ferrari collectionne pendant de nombreuses années plusieurs commandes spéciales,.

## Hommages

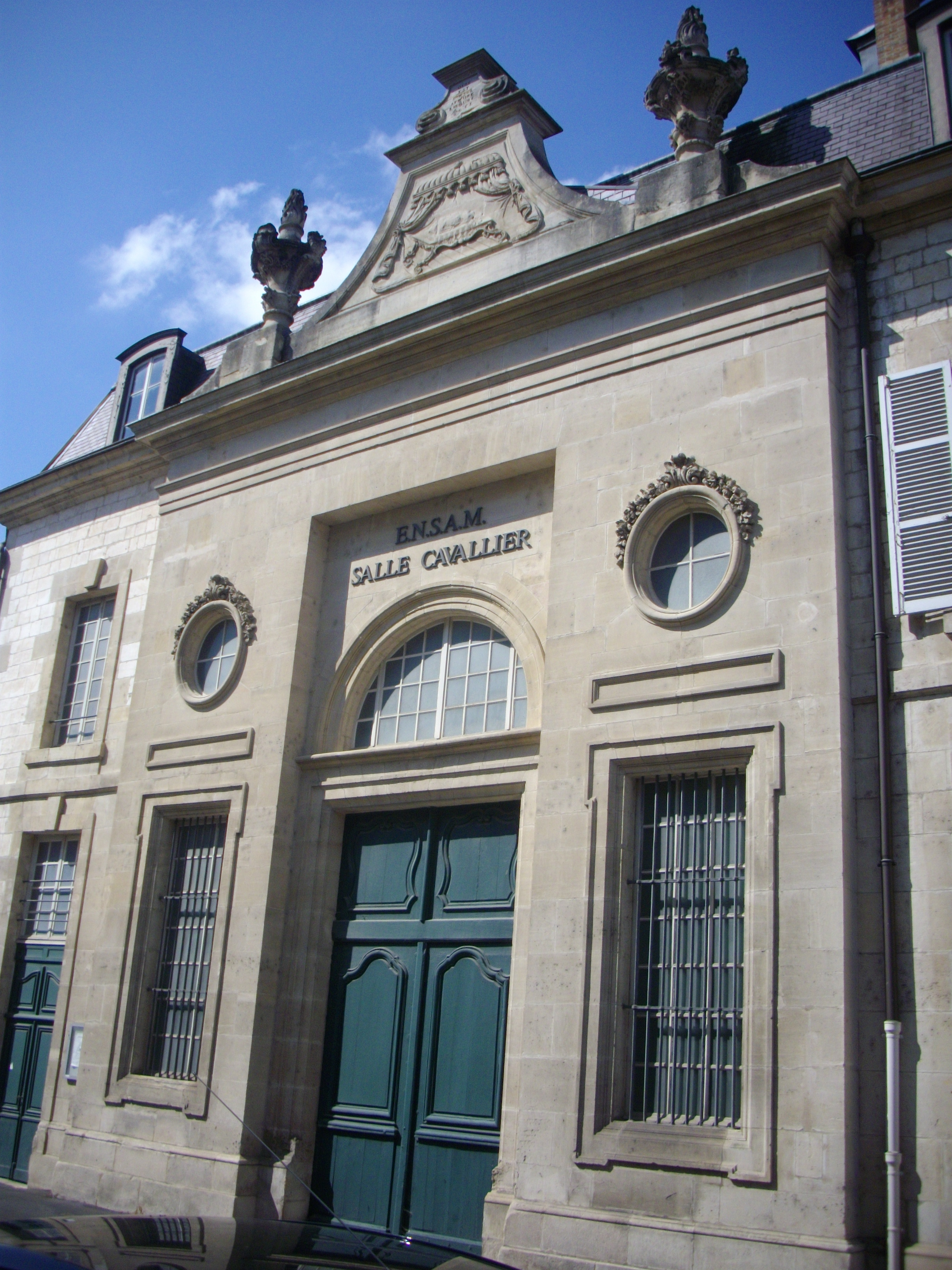
Entrée de la salle Cavallier à l'École nationale supérieure d'arts et métiers de Châlons-en-Champagne.

- Une salle et une porte de son école d'ingénieurs à Châlons, où il fut élève en 1871, lui sont consacrées.
- À Nancy, un monument par Denys Puech est érigé sur la place Camille-Cavallier, en contrebas du Siège de la société des Hauts-Fourneaux et Fonderies de Pont-à-Mousson où l'industriel avait son bureau, et sur la façade duquel est apposée la plaque commémorative « Camille Cavallier, éminent ingénieur et économiste lorrain -  Découvertes minières, créations industrielles et sociales, expansion française ».

## Sources
- Thèse de l'historienne anglaise Carol Kent
- « Putting France in the Chandlerian Framework : France's 100 Largest Industrial Firms in 1913 », par Michael S. Smith, Business History Review', volume 72, printemps 1998, p. 46-85